# Skrobacz (Trzebina)
Skrobacz (niem. Buschmühle) – część wsi Trzebina w Polsce położonej w województwie opolskim, w powiecie prudnickim, w gminie Lubrza.
W latach 1975–1998 miejscowość administracyjnie należała do ówczesnego województwa opolskiego.

## Historia

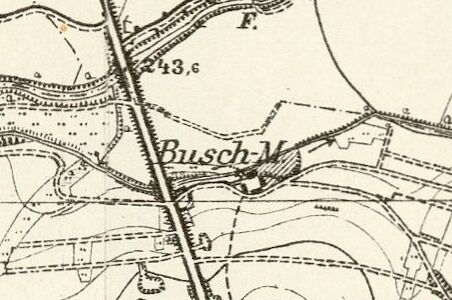
Skrobacz na mapie z 1930

Znajdował się tu młyn wodny nad rzeką Prudnik. Miejsce nosiło niemiecką nazwę Buschmühle. Według Meyers Gazetteer Skrobacz był zamieszkiwany przez 26 osób. 2 kwietnia 1949 r. nadano miejscowości, wówczas administracyjnie związanej z Trzebiną, polską nazwę Skrobacz. Według podziału administracyjnego województwa opolskiego na dzień 31 sierpnia 1964, Skrobacz, jako przysiółek Trzebiny, należał do gromady Lubrza. Na polskich mapach, jako Skrobacz zaznaczany bywa pobliski Młyn Czyżyka w Prudniku.